# Kahramaa
Kahramaa (Qatar General Electricity & Water Corporation), è stata fondata nel luglio 2000 a seguito del Decreto numero 10 dell'Emiro Hamad bin Khalifa Al Thani, al fine di regolamentare la fornitura e la manutenzione delle reti di elettricità ed acqua in Qatar.
Sin dalla fondazione, Kahramaa ha operato come una società indipendente su base commerciale con un capitale totale di circa quattro miliardi di riyal del Qatar.

## Competenze
Al Consiglio di amministrazione di Kahramaa sono concessi ampi poteri per il raggiungimento degli obiettivi della società, cioè principalmente l'impostazione, l'attuazione ed il monitoraggio delle politiche, piani, programmi e progetti. Le principali competenze del consiglio sono l'approvazione della struttura organizzativa della società, delle norme e decisioni finanziarie, tecniche e dei sistemi amministrativi (compresi i regolamenti per i dipendenti); l'approvazione dei piani di investimento, i bilanci annuali ed infine l'approvazione della richieste di prestito al Governo ed alle controparti d'affari, oltre l'analisi dell'operato e delle scelte strategiche.

## Risorse Finanziarie
Le principali risorse finanziarie sono le dotazioni finanziarie annuali da parte dello Stato, i costi imposti per il servizio effettuato, il rendimento dei propri investimenti del capitale fisso ed il valore delle azioni e dei prestiti estesi ad altri soggetti.

## Settore dell'energia elettrica
La rete di trasmissione di energia elettrica è costituita da circa 100 stazioni primarie ad alta tensione per un totale di 660 km di linee aeree supportate da 600 km di cavi interrati in tutto il Qatar. La rete è dotata parimenti di 6500 sottostazioni a bassa e media tensione (11 kW) ed oltre 4.500 km di linee di cavi. Il National Control Center (NCC), che mantiene una tecnologia piuttosto avanzata, gestisce altresì tutte le richieste dalla rete e l'acquisizione di dati provenienti da centrali elettriche e cabine primarie.

### Richiesta di energia elettrica
La domanda di energia elettrica in Qatar è aumentata negli ultimi cinquant'anni. Il carico massimo sulla rete, durante il periodo dal 1988 al 2003, è aumentato da 941 megawatt a 2.312 megawatt (MW). Ha raggiunto 3230 MW nel 2006 e nel corso del 2011 dovrebbe essere aumentato e giunto a 8400 MW.

## Settore dell'acqua
La rete di distribuzione di acqua in Qatar è stata ampliata significativamente negli ultimi anni; la crescita delle aree urbane, lo sviluppo industriale ed agricolo hanno dunque portato ad un'ampiezza maggiore della rete di distribuzione dell'acqua, sino a 3622 km e l'espansione del numero di serbatoi di stoccaggio a 23, per una capacità totale di 259 milioni di galloni di acqua al giorno nel 2009.

### Acqua
I dati statistici nel settore idrico mostrano una notevole crescita nella capacità di stoccaggio dell'acqua. Per dare una misura comparativa, questo aumento è stato pari a 259 milioni di
galloni all'anno nel 2009 rispetto a meno di 200 milioni di galloni all'anno nel 1988.

### Qualità dell'acqua
Per garantire acqua potabile sicura e pulita rispondente ad elevati standard di qualità, l'acqua viene sottoposta a controlli casuali di campioni batterici e di laboratorio condotti da Kahramaa. I campioni vengono raccolti e poi testati dai serbatoi di stoccaggio e dalla rete di distribuzione sino ai serbatoi di stoccaggio per gli utenti.